# Brian Gallant
Brian Gallant, né le 27 avril 1982 à Shédiac, au Nouveau-Brunswick, est un avocat et homme politique canadien, membre du Parti libéral du Nouveau-Brunswick. Il est premier ministre du Nouveau-Brunswick du 7 octobre 2014 au 9 novembre 2018.
D'origine acadienne et hollandaise, Gallant possède un baccalauréat en administration des affaires et un baccalauréat en droit de l'Université de Moncton (UdeM). À l’âge de 24 ans, il obtient la nomination libérale pour se présenter contre le premier ministre progressiste-conservateur Bernard Lord dans la circonscription de Moncton-Est aux élections de 2006. 
Investi premier ministre du Nouveau-Brunswick en 2014, le gouvernement Gallant crée des programmes pour aider la classe moyenne et les familles à faible revenu à payer les frais de scolarité et les frais de garderies, fait progresser l’égalité des femmes en faisant progresser l’équité salariale et prend des mesures historiques pour lutter contre les changements climatiques. Brian Gallant remet sa démission le 2 novembre 2018. Le 9 novembre 2018, Blaine Higgs lui succède. 
Gallant est actuellement directeur général du Centre canadien pour la mission de l’entreprise, un groupe de réflexion qui publie des avis et des recherches sur l’évolution de la raison d’être des entreprises dans la société.

## Biographie

### Jeunesse et formation
Gallant possède un baccalauréat en administration des affaires avec une concentration en finance et un baccalauréat en droit de l’Université de Moncton (UdeM). Ancien champion provincial du Nouveau-Brunswick au tennis, il fait également partie de l’équipe masculine de volley-ball de l’Université de Moncton pour deux saisons.
Durant ses deux dernières années à l’école de droit, Gallant est président de la Fédération des étudiantes et étudiants du Centre universitaire de Moncton (FÉÉCUM), président de la radio étudiante CKUM, représentant des étudiants au conseil des gouverneurs de l’UdeM, représentant des étudiants aux conseils exécutifs de l’UdeM, membre de la Commission d’éducation supérieure des Provinces maritimes (CESPM), ainsi que vice-président de l’Alliance des étudiant(e)s du Nouveau-Brunswick. Il représente aussi la faculté de droit de l’UdeM lors de deux compétitions nationales de Tribunal-école, soit le Sopinka et le Gale.
Gallant est l’entraîneur de l’équipe de tennis de la région du sud-est aux jeux de l'Acadie de 2000-2004 et l’entraîneur en chef de l’équipe masculine de volley-ball de la polyvalente Louis-J.-Robichaud, avec laquelle il remporte le premier championnat provincial dans l’histoire de cette équipe, en 2004. En 2005, il est l’entraîneur en chef de l’équipe de tennis qui représente le Nouveau-Brunswick aux Jeux du Canada.

### Carrière politique
Lors de l'élection provinciale en 2006, il est candidat libéral dans la circonscription de Moncton-Est détenu par le premier Ministre de cette époque, Bernard Lord. Gallant dispose d'une couverture médiatique provinciale et nationale considérable lors de cette campagne qui lui permet, à l’âge de 24 ans, de convaincre 41 % des citoyens de la circonscription de Moncton-Est de lui accorder leur confiance.
En 2007, Gallant est désigné par le journal Times & Transcript comme l’une des personnes qui auront le plus gros impact sur l’avenir de la ville de Moncton.
Le 27 octobre 2012, lors de l'élection à la chefferie du Parti libéral du Nouveau-Brunswick, il sort vainqueur en battant les deux autres candidats Michael Murphy et Nick Duivenvoorden, l'ancien maire de Belledune. Le 15 avril 2013, il est élu dans la circonscription de Kent, à la suite de la démission de Shawn Graham. Le 30 avril, il devient chef de l'opposition 
Chef des libéraux, il remporte les élections provinciales du 22 septembre 2014 et est investi premier ministre du Nouveau-Brunswick le 7 octobre suivant.
Il est réélu député à l'issue des élections provinciales du 24 septembre 2018 mais les libéraux sont devancés d'un siège par les conservateurs de Blaine Higgs. Gallant conserve son poste mais à la suite du discours du trône, il est mis en minorité par 25 voix contre 23 et remet sa démission le 2 novembre. Le 9 novembre, Blaine Higgs lui succède.

## Vie après la politique
Gallant est actuellement directeur général du Centre canadien pour la mission de l’entreprise un groupe de réflexion qui publie des avis et des recherches sur l’évolution de la raison d’être des entreprises dans la société. En 2021, Gallant a coécrit un rapport avec Global Canada intitulé « Des voix canadiennes sur le rôle des entreprises dans la société ».  
En 2019, l’ancien premier ministre a rédigé un rapport sur le bilinguisme au Nouveau-Brunswick, la seule province officiellement bilingue du Canada. 
Gallant est aussi un commentateur hebdomadaire des affaires et des politiques publiques, notamment à l’émission Power & Politics de CBC, à l’émission Zone-économie de Radio-Canada et à la couverture de l’élection générale fédérale canadienne de 2021 par Radio-Canada. En mai 2021, il a participé à l’émission de débat littéraire « Combat national des livres » de Radio-Canada, où il a défendu le roman Infini de Jean Babineau. 
Gallant siège également aux conseils de la Fondation olympique canadienne et de la Fondation Asie-Pacifique du Canada.